# Francisco Varone
Francisco Varone es un director de cine argentino. Nació en 1978 en Buenos Aires. Comenzó su carrera en el año 2000 como asistente de dirección. 
Como director realizó más de 100 comerciales, con los que obtuvo importantes premios entre los que se destacan tres Leones en Cannes, el Clio y el Sol de Oro en San Sebastián. 
Entre el año 2008 y el 2010 participó de los talleres de guion de Pablo Solarz. Estudió dramaturgia con Mauricio Kartún, Ignacio Apolo y Ariel Barchilón. Durante el 2010 estudió guion con Juan José Campanella y Aída Bortnik.
Actualmente se desempeña como guionista de cine. En 2016 estrenó el primer largometraje con estreno comercial Camino a La Paz.

### Televisión
Guionista
- Monzón (serie 2019)
- La Iglesia oculta (serie 2017)
- Presentes (serie 2015)
- Amores de historia (miniserie 2012) Un episodio

### Filmografía
Asesor de guion
- All Inclusive (2018)
- Un viaje a la luna (2017)
- El Pampero (2017)

Asistente de dirección
- Futuro perfecto (serie 2008)
- La mujer rota (2007)

Director
- Camino a La Paz (2016)
- Efecto caipira (2002)

Guionista
- Efecto caipira (2002)